# نیتو بایانو
نیتو بایانو (به پرتغالی: Euvaldo José de Aguiar Neto) مهاجم اهل برزیل است که در شهر سالوادور و در تاریخ ۱۷ سپتامبر ۱۹۸۲ به دنیا آمده‌است.
نیتو بایانو در تیم‌های فوتبال São Caetano سابقهٔ حضور دارد.